# ماركوس غيلبرت (لاعب كرة قدم أمريكية)
ماركوس غيلبرت (بالإنجليزية: Marcus Gilbert)‏ هو لاعب كرة قدم أمريكية أمريكي، ولد في 15 فبراير 1988 في فورت لودرديل في الولايات المتحدة.

## وصلات خارجية
- ماركوس غيلبرت على موقع مرجع كرة القدم المحترفة.كوم (الإنجليزية)